# Santa Rita Durão
Fray José de Santa Rita Durão (Cata Preta, 1722-Lisboa, 1784) fue un religioso agustino brasileño, del período colonial, orador y poeta. Es también considerado uno de los precursores del indianismo en el Brasil. Su poema épico Caramuru es la primera obra narrativa escrita en tener, como tema principal, el habitante nativo de Brasil; fue escrita al estilo de Luís de Camões, imitando un poeta clásico así como otros neoclásicos (árcades).

## Vida
Estudió en el Colegio de los Jesuitas en Río de Janeiro hasta los diez años, partiendo al año siguiente para Europa, donde se ordenó padre agustino. Se doctoró en Filosofía y Teología por la Universidad de Coímbra, donde ocupó una cátedra de Teología.
Durante el gobierno del marqués de Pombal, fue perseguido y abandonó Portugal. Trabajó en Roma como bibliotecario durante más de veinte años hasta la caída de su gran enemigo, volviendo entonces al país luso. Estuvo también en España y en Francia. Regresando a Portugal con la "viradeira" (caída de Pombal y restauración de la cultura passadista), su principal actividad fue la redacción de Caramuru, publicado en 1781. Murió en Portugal el 24 de enero de 1784.

## Obra
La principal obra escrita por Durão es su poema épico de diez cantos, Caramuru, influenciado por el modelo camoniano. Formado por octavas rimadas e incluyendo información erudita sobre la flora y la fauna brasileñas y los Indios del país, Caramuru es un tributo a su tierra natal.

## Lista de obras
- Pro anmia studiorum instauratione oratio (1778)
- Caramuru (1781)